# Airá

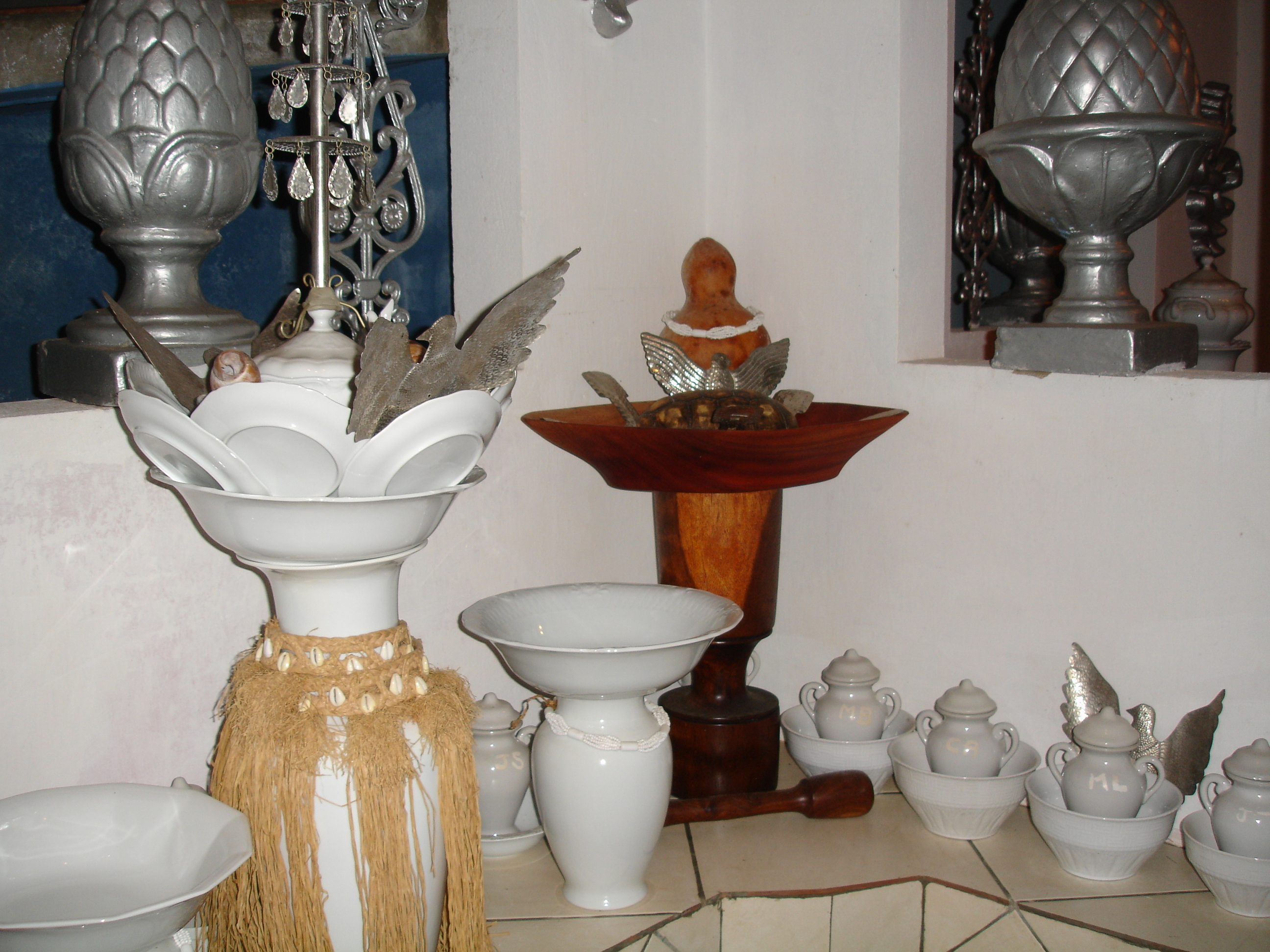
Ibá orixá de Airá e Oxalufã

Airá (em iorubá: Ayrà) é um orixá cultuado no Candomblé. Airá é um Orixá pertencente à família do raio, mas também está relacionado ao vento. Seu nome pode ser traduzido como "redemoinho", fazendo alusão ao fenômeno mais parecido com um furacão na Nigéria.

## História
Normalmente confundido com Xangô, no Brasil, na verdade é uma divindade à parte, que não pertence à família de Xangô. Airá é uma divindade da região de Savé muito embora não existam registros de iniciação para ele nessas terras, seu culto está restrito ao seu templo em Savé, no Benim. No Brasil, inúmeros mitos foram atribuídos a essa entidade, sendo até mesmo considerada, algumas vezes, como irmão gêmeo de Xangô, o que não encontra respaldo na tradição nigeriana.
O culto a Airá antecede o de Xangô. Inicialmente presente em Savé, migrou para Oió e, posteriormente, para Ketu. Airá foi incorporado à família de Xangô, mas seu culto é independente e único.
De acordo com a mitologia, Oxalá ficou injustamente preso durante sete anos no reino de seu filho, Xangô, sem que este soubesse. Isso causou grandes calamidades em todo o reino. Quando Xangô finalmente descobriu a verdade, resgatou Oxalá e ordenou festas em sua homenagem, originando a festividade conhecida como Águas de Oxalá. Oxalá, no entanto, estava ferido e entristecido. Ele desejava retornar ao seu reino em Ifé, onde Iemanjá o aguardava. Xangô não podia acompanhá-lo, então pediu a Airá que o substituísse. Airá tornou-se o companheiro de Oxalá, cuidando dele durante a viagem. Acendia fogueiras para aquecê-lo e contava histórias sobre o povo de Oió para distraí-lo.

## Fundamentos
Airá é considerado um orixá velho, veste-se de branco e utiliza contas brancas intercaladas com marrom. Acompanha Oxolufã e não utiliza coroa, mas sim um eketé branco e seu símbolo é uma chave. Ele empunha uma lança como símbolo de respeito, impondo-se mesmo após a chegada de Xangô. Suas comidas votivas não são temperadas com dendê ou sal, mas sim com banha de ori africana. Alimenta-se de quiabos, assim como Xangô.

## A Casa Branca do Engenho Velho
A Casa Branca do Engenho Velho, originalmente consagrada como Ìyá Omí Àse Àirá Intilè, é conhecida hoje como Ilé Ìyá Nassô. Foi fundada por Iyá Nassô, que trouxe a tradição de Ketu para o Brasil. Esta casa mantém uma forte presença do culto a Airá e Xangô. O título de Iyá Nassô é dado a uma sacerdotisa de Xangô, e a tradição persiste através das gerações nas grandes casas de candomblé.

## Caminhos de Airá
Existem seis caminhos de Airá, mas apenas quatro são conhecidos:
1. Airá Intilè: Veste branco e carrega Lufon nas costas.
2. Airá Igbonan: É considerado o pai do fogo e participa das fogueiras anuais.
3. Airá Modé: Eterno companheiro de Oxaguiã, veste branco e evita o sal e o dendê.
4. Airá Adjaosí: Velho guerreiro ligado a Iemanjá e Oxalá.